# 荒井裕司
荒井 裕司（あらい ゆうじ 1947年 - ）は、教育家。本名は荒井 祐二。

## 概要
広域制通信制 学校法人上田煌桜学園さくら国際高等学校および同学校法人さくら国際高等学校 東京校理事長兼学園長、登校拒否の子どもたちの進路を考える研究会代表、日本青少年育成協会副会長、などを勤める。ラオスに学校建設をする支援活動をしており、2015年まで7校を建設している。教員免許は未取得。

## 略歴
- 長野県生まれ。
- 1966年 - 長野県上田高等学校卒業。
- 1971年 - 高崎経済大学経済学部卒業。
- 1974年 - より全人教育を目的とした私塾を開設。
- 1984年 - 高校再受験のための「伸学会予備校」を設立。
- 1989年 - 不登校の子ども達のフリースクール「サポートアカデミー」を設立。
- 1992年 - 通信制高校と提携・併習システムによるオルタナティブスクール「東京国際学園高等部」を設立。※2015年に学校法人化に伴いさくら国際高等学校東京校に校名変更。
- 1995年 - 「代々木カウンセリングセンター」、「登校拒否の子ども達の進路を考える研究会（登進研）」を設立。
- 1996年 - ワールドスクールジャパン実行委員会の運営委員となる。ラオスへの学校建設支援活動を開始[5]。
- 1997年 - 「日本中医薬学院」を設立。
- 1998年 - 知的障害を持つ子供たちの社会参加を目的としたプログラムを行う「グローバルアカデミー」、訪問介護指定事業所「アットホームサービス」を設立。「ラオスに学校をつくろう」の活動でラオスに親善訪問。
- 2005年 - 10月、東京国際学園高等部が母体となり、さくら国際高等学校を長野県上田市に開校する。
- 2006年 - 社会貢献者支援財団から「多年にわたる功績」で表彰。
- 2007年 - ラオスフェスティバルを初開催[7]（ラオス大使館との共催）し、ラオスフェスティバル実行委員長に就任。
- 2009年 - 社団法人日本青少年育成協会常任理事就任。
- 2010年 - ラオスフェスティバル2010実行委員長[8]
- 2012年 - ラオスフェスティバル2012実行委員長[5]。
- 2014年 - ラオスフェスティバル2014実行委員長
- 2015年 - ラオスフェスティバル2015[9]実行委員長

## 所有校
さくら国際高等学校（学校法人上田煌桜学園）
さくら国際高校は2015年で10年目を迎える。2005年10月、東京国際学園高等部が母体となり設立。内閣府構造改革教育特区の株式会社立の通信制高等学校として開校。。2015年4月1日より学校法人となる。
さくら国際高等学校　東京校（学校法人上田煌桜学園）（旧東京国際学園高等部）
さくら国際高校東京校は前身の東京国際学園から創立24年。2015年4月、さくら国際高校と同じく学校法人になる。
フリースクールゆうがく（伸学会株式会社）
1984年不登校の子ども達のためのフリースクール「サポートアカデミー」を設立。1989年高校受験のための「伸学会予備校」を設立。現役小・中学生のためのフリースクールとして2002年「代々木駅前フリースクール」をスタートする。2004年に「フリースクールゆうがく」に改名する。
日本中医薬学院（株式会社中医薬学院）
1997年設立。中医学を学ぶ学校。※旧東京国際学園高等部の校舎を利用している。
翔和学園（NPO法人翔和学園）
1998年知的障害やを持つ子供たちの社会参加を目的としたプログラムを行う「グローバルアカデミー」、その就労の場所の提供を行う「アットホームサービス」を設立。2002年「ステップアップアカデミー」と統合し、社会性を学び、集団の中で生きる力を身につけるため学校となる。2006年には「翔和学園」と改称し、初等部・中等部・高等部・大学部など総合的に構成された私立特別支援学校として開校した。なお、翔和学園高等部はサポート校（別称、学習センター）かつ、特別支援学校で高卒の資格が取得できる。
長野翔和学園（NPO法人翔和学園）
上記の翔和学園とほぼ同様の方針のアカデミー。

## 著書
- 『「学校に行きたくない」って誰にも言えなかった』ほんの森出版 ISBN 9784938874117
- 『ひきこもり・不登校からの自立』マガジンハウス ISBN 9784838711871
- 『24時間先生』メディアファクトリー ISBN 4840111561